# HD 140986
HD 140986，又名BD-05 4161，SAO 140751、HR 5866，是一颗恒星，视星等为6.24，位于銀經1.43，銀緯36.14，其B1900.0坐标为赤經15h 41m 26.5s，赤緯-5° 36.14′ 33″。